# Orquestra Sinfônica Nacional de Gana

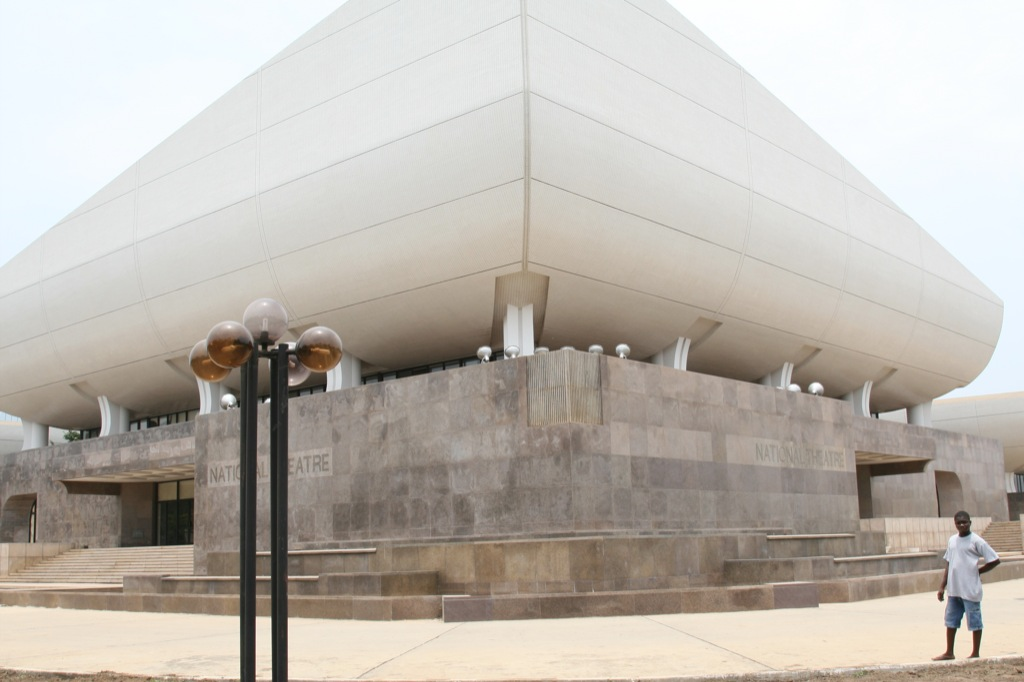
Teatro Nacional do Gana, onde a orquestra se apresenta

A Orquestra Sinfônica Nacional de Gana(pt-BR) ou Orquestra Sinfónica Nacional do Gana(pt-PT?) (em inglês:  National Symphony Orchestra Ghana) é uma orquestra baseada no Gana. Foi fundada em 1959 por ordem de Kwame Nkrumah, com ajuda de Philip Gbeho, quem compôs o Hino Nacional Ganês em 1957.
A Orquestra está baseada em Acra, capital do país, sendo uma organização governamental. É a única orquestra sinfônica clássica existente nas regiões Oeste, Central e Leste da África. Apresenta-se no Teatro Nacional, em Acra.

## Orquestra
Desde 2002, a orquestra é conduzida por Lahnor Adjartey Adjei, que serve como diretor musical da orquestra. Passaram pela orquestra os maestros: Phllip Gbeho, Geoffery Boateng, Dinah Reindorf, Nana Danso Abiam, Kenn Kafui, Emmanuel Gyimah Labi, Akosua Obuo Addo, George Dorf, Oscar Sulley, e Kweku Acquaah-Harrison.
A orquestra é formada por 46 músicos, sendo 32 fixos e quatorze freelancers. Inclui: três flautistas, um oboísta, dois clarinetistas, um fagotista, dois trompetistas, dois trombonistas, dois trompistas, um tubista, cinco percussionistas, quatorze violinistas, cinco violistas, cinco violoncelistas e três contrabaixistas. 

## Performances
A orquestra apresenta-se frequentemente no Dia da Emancipação e já tocou para a Rainha Elizabeth II, para Thabo Mbeki e para o Sultão de Brunei.